# Fuerzas Armadas de Jordania
Las Fuerzas Armadas de Jordania (en árabe: القوات المسلحة الأردنية), con todas sus ramas, se encuentran bajo control directo del rey de Jordania. A las Fuerzas Armadas de Jordania también se las conoce como el Ejército Árabe (الجيش العربي).

## Historia
Las Fuerzas Armadas de Jordania fueron formadas el 1 de marzo de 1956, tras el cambio de nombre de la Legión Árabe. El entonces Hussein de Jordania, quería en ese momento distanciarse de los británicos y refutar la afirmación de los nacionalistas árabes de que John Glubb, el comandante británico de la Legión Árabe, era el gobernante real de Jordania. El comandante John Glubb fue destituido en esa misma fecha.

## Objetivos
Los principales objetivos de las Fuerzas Armadas de Jordania son los siguientes:
- Proteger las fronteras del Reino de Jordania de cualquier invasión.

- Proteger a la población del Reino y defender sus derechos.

- Proteger al Rey de Jordania.

## Armas y equipamiento
Pistolas
- Pistola Caracal
- Heckler & Koch USP
- M9 pistola

Fusiles de asalto
- Rifle de asalto T91
- Fusil de asalto T86
- Heckler & Koch G3
- Heckler & Koch G36C para las Fuerzas de Operaciones Especiales
- Carabinas M4, compradas en el extranjero en 2007 y 2008

Aviones de combate'
- F-16